# Theridion antron
Theridion antron là một loài nhện trong họ Theridiidae.
Loài này thuộc chi Theridion. Theridion antron được Herbert Walter Levi miêu tả năm 1963.